# Baldo Martínez

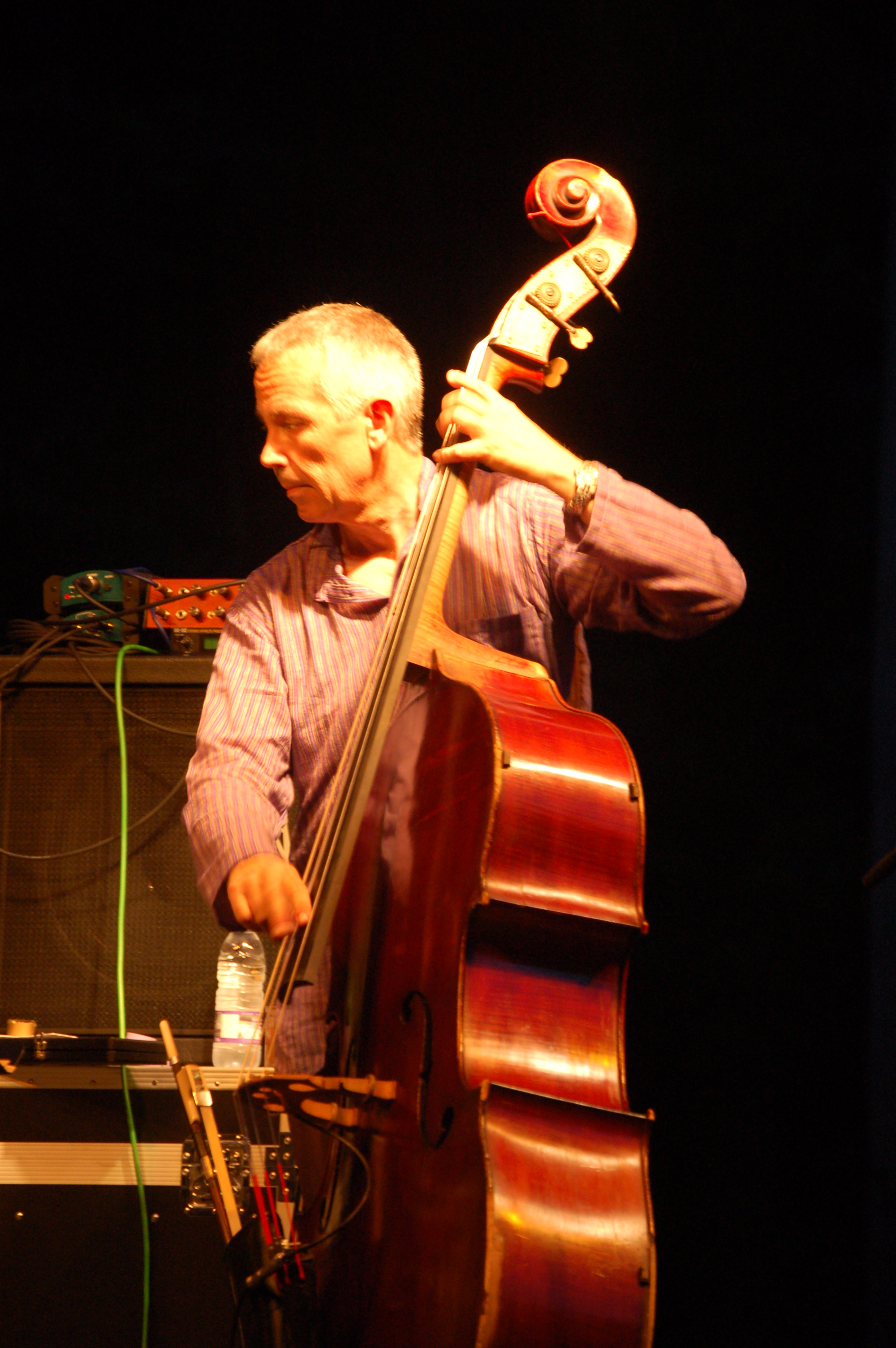
Baldo Martínez (2008)

Baldo Martínez (* 1959 in Ferrol) ist ein spanischer Kontrabassist des Creative Jazz.

## Leben und Wirken
Martínez studierte am Konservatorium von Coruña und erhielt auch Unterricht bei Bill Dobbins. Seit den frühen 1980er Jahren gehörte dem zentralen galizianischen Trio Clunia Jazz an, das auch mit Jorge Pardo, Paolo Fresu, Kenny Wheeler und Maria João auftrat, in den frühen 1990er Jahren auch der Band Zyklus. Auch arbeitete er mit Musikern wie Bob Mover, Mike Rabinowitz, Chano Domínguez, Perico Sambeat, Angel Rubio, Carlo Actis Dato (Folklore Imaginario, Sonidos de la Terra), Joachim Kühn oder Louis Sclavis zusammen, aber auch im Duo mit der Sängerin Maite Dono.
Bereits sein Debüt-Album No Pais dos Enanos (1996) wurde mit positiven Kritiken bedacht und von der Zeitschrift Cuadernos de Jazz als zweitbestes Album des Jahres herausgestellt.  Er leitete das Projecto Miño, das er auch auf der MusikTriennale Köln und beim INNtöne Jazzfestival vorstellte und dessen Album bei Cuadernos de Jazz als beste CD 2008 gelobt wurde, und seine eigene Baldo Martínez Grupo. Mit Agustí Fernández und Ramón López bildet er seit 2006 die Gruppe Triez. Auch gehört er zum ZAS-Trio von Carlos González mit Marcelo Peralta. Mit Antonio Bravo und Lucía Martínez tritt er zudem seit 2009 im MBM-Trio auf.

## Diskographische Hinweise
- No País dos Ananos (Karonte, 1996)
- Juego de Niños (Karonte, 1998)
- Nai (Karonte, 2001)
- Tusitala (Karonte, 2005)
- Projecto Miño (Karonte, 2007; mit Maite Dono, Germán Díaz, Chiaki Mawatari, David Herrington, Antonio Bravo,  Alejandro Pérez, Pedro López, Carlos Castro und Valentin Clastrier)
- Agustí Fernández, Baldo Martínez & Ramón López Triez  (EmArcy 2010)
- Carlo Actis Dato & Baldo Martinez Sonidos de la tierra (Universal 2012)
- Cuarteto Europa (Karonte 2017, mit Samuel Blaser, Dominique Pifarély, Ramón López)
- Baldo Martínez / Juan Saiz / Lucía Martínez: Frágil Gigante (Leo Records 2020)